# Governo Mollet
Il Governo Mollet è stato in carica dal 1º febbraio 1956 al 21 maggio 1957, per un totale di 1 anno, 3 mesi e 20 giorni.
Il governo era interamente di centro-sinistra, guidato dal segretario della SFIO Guy Mollet, che vantava inoltre dell'appoggio esterno del CNRS, ala sinistra del movimento gollista guidato da Jacques Chaban-Delmas. Fu il governo più lungo della Quarta Repubblica francese.

## Cronologia
- 2 gennaio 1956: le elezioni legislative, benché riportando una maggioranza relativa del centro-destra (MRP, CNIP e indipendenti), vedono la rapida entente tra il centro-sinistra del "Fronte Repubblicano" (SFIO, PRRRS, UDSR e CNRS) ed il PCF, mettendo in crisi il 2º governo di Edgar Faure
- 24 gennaio 1956: il presidente del consiglio Faure rassegna le dimissioni
- 31 gennaio 1956: l'Assemblea nazionale vota la fiducia al governo Mollet, con 420 voti favorevoli, 72 contrari e 83 astenuti[1]
- 1º febbraio 1956: il governo Mollet entra in carica
- 6 febbraio 1956: manifestazioni e disordini ad Algeri per la nomina a governatore di Georges Catroux, veterano gollista della France libre
- 10 febbraio 1956: a causa dell'ostruzionismo da parte dei locali, Catroux rassegna le dimissioni come governatore
- 12 marzo 1956: il premier Mollet ottiene poteri straordinari per la gestione della "crisi algerina", con il compito di ristabilire l'ordine pubblico e proteggere i residenti francesi
- 20 marzo 1956: la Francia riconosce l'indipendenza della Tunisia
- 7 aprile 1956: la Francia riconosce l'indipendenza del Marocco
- 12 aprile 1956: estensione del servizio militare obbligatorio da 6 a 9 mesi
- 29 ottobre 1956: esplode la crisi di Suez; Francia, Regno Unito ed Israele uniscono le forze contro l'occupazione egiziana del canale
- 7 novembre 1956: fine della crisi di Suez; dietro pressione americana, Francia e Regno Unito rinunciano alle pretese sul canale, portando alla dimissioni del premier britannico Anthony Eden ed un danno d'immagine considerevole al governo Mollet
- 29 novembre 1956: introduzione del razionamento degli idrocarburi
- 7 gennaio 1957: inizia la "battaglia di Algeri" tra esercito francese e FLN
- 16 gennaio 1957: il generale Raoul Salan scampa ad un attentato operato dal FLN
- 25 marzo 1957': assieme agli omologhi italiani, tedeschi, belgi, olandesi e lussemburghesi, il premier Mollet firma a Roma il TCEEA ed il TCEE, alla base del processo di integrazione europea
- 21 maggio 1957: ampiamente criticato per la gestione della crisi algerina ed egiziana, Mollet rassegna le dimissioni
- 12 giugno 1957: entra in carica il nuovo esecutivo, guidato dall'ex-ministro della difesa Maurice Bourgès-Maunoury

## Consiglio dei Ministri
Il governo, composto da 11 ministri (oltre al presidente del consiglio ed il sottosegretario alla presidenza), vedeva partecipi:
| Carica                                                 | Titolare | Titolare                 | Partito | Durata                   |
| ------------------------------------------------------ | -------- | ------------------------ | ------- | ------------------------ |
| Presidente del Consiglio dei Ministri                  |          | Guy Mollet               | SFIO    | Dal 1º febbraio 1956     |
|                                                        |          |                          |         |                          |
| Ministro degli Affari Esteri                           |          | Christian Pineau         | SFIO    | Dal 1º febbraio 1956     |
| Ministro dell'Interno                                  |          | Jean Gilbert-Jules       | PRRRS   | Dal 1º febbraio 1956     |
| Ministro della Giustizia                               |          | François Mitterrand      | UDSR    | Dal 1º febbraio 1956     |
| Ministro della Difesa Nazionale                        |          | Maurice Bourgès-Maunoury | PRRRS   | Dal 1º febbraio 1956     |
| Ministro degli Affari Economici e Finanziari           |          | Paul Ramadier            | SFIO    | Dal 1º febbraio 1956     |
| Ministro dei Lavori Pubblici                           |          | Paul Ribeyre             | UDSR    | Dal 13 maggio 1958       |
| Ministro dell'Istruzione Nazionale                     |          | René Billères            | PRRRS   | Fino al 1º febbraio 1956 |
| Ministro del Lavoro e della Sanità Pubblica            |          | Paul Ramadier            | SFIO    | Dal 1º febbraio 1956     |
| Ministro dei Reduci e delle Vittime di guerra          |          | François Tanguy-Prigent  | SFIO    | Dal 1º febbraio 1956     |
| Ministro della Francia d'Oltremare                     |          | Gaston Defferre          | SFIO    | Dal 1º febbraio 1956     |
| Ministro dell'Algeria                                  |          | Robert Lacoste           | SFIO    | Dal 1º febbraio 1956     |
|                                                        |          |                          |         |                          |
| Sottosegretario di Stato alla Presidenza del Consiglio |          | Georges Guille           | SFIO    | Dal 1º febbraio 1956     |